# Escalade de vitesse masculine aux Jeux olympiques d'été de 2024
Cet article traite de l'épreuve masculine. Pour la compétition féminine, voir Escalade de vitesse féminine aux Jeux olympiques d'été de 2024.
Navigation
Tokyo 2020 Los Angeles 2028
L'épreuve d'escalade de vitesse masculine aux Jeux olympiques d'été de 2024 se déroule les 6 et 8 août 2024, au Bourget, au nord de Paris, en France.

## Médaillés
| Or                     | Argent        | Bronze              |
| Veddriq Leonardo (INA) | Wu Peng (CHN) | Samuel Watson (USA) |

## Lieu de la compétition
L'escalade de déroule sur le site d'escalade du Bourget, construit à l'occasion des Jeux dans l'enceinte du Parc des expositions de Paris-Le Bourget, installation inaugurée en 1982 et située dans le département de Seine-Saint-Denis, au nord-est de la ville de Paris.

## Format de compétition
C'est la première fois que l'épreuve de vitesse a lieu en tant que telle aux Jeux olympiques. Lors des Jeux de Tokyo en 2020, la vitesse faisait partie du combiné avec le bloc et la difficulté. Chez les hommes, la finale de l'épreuve de vitesse avait été remportée par l'Espagnol Alberto Ginés López qui a remporté le combiné.
Lors de l'escalade de vitesse, deux athlètes grimpent côte à côte sur un mur de 15 mètres. Une phase de qualification permet de classer les grimpeurs en fonction de leurs chronos respectifs puis les 8 meilleurs accèdent à la finale où le premier à atteindre le sommet élimine son concurrent et se qualifie pour le tour suivant. Cette pratique se déroule en intérieur, sur un mur homologué dont les dimensions, la disposition et l'angle donné aux prises sont standardisés.

## Calendrier
| Date         | Horaire | Manche         |
| ------------ | ------- | -------------- |
| Mardi 6 août | 10 h 00 | Qualifications |
| Jeudi 8 août | 10 h 00 | Finale         |

## Résultats détaillés

### Qualifications
Le meilleur temps réalisé pendant la qualification au temps permet d'établir les têtes de série des qualifications en duel. Le vainqueur de chaque duel se qualifie pour le tableau final, le perdant ayant réalisé le meilleur temps des qualifications au temps se qualifie en tant que lucky loser.
| Rang | Athlète                    | Pays             | Temps (sec.) | Temps (sec.) | Notes |
| Rang | Athlète                    | Pays             | A            | B            | Notes |
| ---- | -------------------------- | ---------------- | ------------ | ------------ | ----- |
| 1    | Veddriq Leonardo           | Indonésie        | 4 s 79       | 4 s 92       | WR    |
| 2    | Amir Maimuratov            | Kazakhstan       | 4 s 89       | 8 s 45       | PB    |
| 3    | Sam Watson                 | États-Unis       | 4 s 91       | 5 s 29       |       |
| 4    | Matteo Zurloni             | Italie           | 5 s 16       | 4 s 94       | PB    |
| 5    | Wu Peng                    | Chine            | 5 s 01       | 5 s 07       |       |
| 6    | Reza Alipour Shenazandifar | Iran             | 5 s 06       | 5 s 18       |       |
| 7    | Yaroslav Tkach             | Ukraine          | 5 s 11       | 5 s 13       |       |
| 8    | Bassa Mawem                | France           | 5 s 18       | 5 s 16       | PB    |
| 9    | Julian David               | Nouvelle-Zélande | 5 s 24       | 7 s 33       | PB    |
| 10   | Euncheol Shin              | Corée du Sud     | 5 s 25       | 6 s 52       |       |
| 11   | Long Jinbao                | Chine            | 6 s 09       | 5 s 29       |       |
| 12   | Hammer Zach                | États-Unis       | 6 s 05       | 6 s 06       |       |
| 13   | Joshua Bruyns              | Afrique du Sud   | 6 s 18       | chute        |       |
| 14   | Rahmad Adi Mulyono         | Indonésie        | FD           | 5 s 07       |       |

| Manche | Voie A | Voie A                           | Voie A       | Voie A | Voie B | Voie B                   | Voie B       | Voie B |
| Manche | Rang   | Athlète                          | Temps (sec.) | Notes  | Rang   | Athlète                  | Temps (sec.) | Notes  |
| ------ | ------ | -------------------------------- | ------------ | ------ | ------ | ------------------------ | ------------ | ------ |
| 1      | 2      | Veddriq Leonardo (INA)           | 4 s 98       | Q      | 4      | Rahmad Adi Mulyono (INA) | 5 s 13       |        |
| 2      | 11     | Amir Maimuratov (KAZ)            | 4 s 94       | Q      | 14     | Joshua Bruyns (RSA)      | 5 s 84       |        |
| 3      | 6      | Sam Watson (USA)                 | 4 s 75       | WR, Q  | 12     | Zach Hammer (USA)        | chute        |        |
| 4      | 5      | Matteo Zurloni (ITA)             | 5 s 06       | Q      | 3      | Long Jinbao (CHN)        | 5 s 18       |        |
| 5      | 1      | Wu Peng (CHN)                    | 5 s 00       | Q      | 7      | Shin Euncheol (KOR)      | 7 s 24       |        |
| 6      | 10     | Reza Alipour Shenazandifar (IRI) | 5 s 24       | q      | 13     | Julian David (NZL)       | 5 s 20       | PB, Q  |
| 7      | 9      | Yaroslav Tkach (UKR)             | 5 s 17       |        | 8      | Bassa Mawem (FRA)        | 5 s 16       | PB, Q  |

### Finale
|  | Quarts de finale                  | Quarts de finale                  |                        |                  | Demi-finales           | Demi-finales |  |  | Finale                            | Finale |
|  | Quarts de finale                  | Quarts de finale                  |                        |                  | Demi-finales           | Demi-finales |  |  | Finale                            | Finale |
|  |                                   |                                   |                        |                  |                        |              |  |  |                                   |        |
|  |                                   |                                   |                        |                  |                        |              |  |  |                                   |        |
|  |                                   |                                   |                        |                  |                        |              |  |  |                                   |        |
|  | Sam Watson (USA)                  | 5,03                              |                        |                  |                        |              |  |  |                                   |        |
|  | Sam Watson (USA)                  | 5,03                              |                        |                  |                        |              |  |  |                                   |        |
|  | Julian David (NZL)                | 5,65                              |                        |                  |                        |              |  |  |                                   |        |
|  | Julian David (NZL)                | 5,65                              | Sam Watson (USA)       | 4,93             |                        |              |  |  |                                   |        |
|  |                                   |                                   | Sam Watson (USA)       | 4,93             |                        |              |  |  |                                   |        |
|  |                                   | Wu Peng (CHN)                     | 4,85                   |                  |                        |              |  |  |                                   |        |
|  | Matteo Zurloni (ITA)              | Wu Peng (CHN)                     | 4,85                   | 4,997            |                        |              |  |  |                                   |        |
|  | Matteo Zurloni (ITA)              |                                   |                        | 4,997            |                        |              |  |  |                                   |        |
|  | Wu Peng (CHN)                     | 4,995                             |                        |                  |                        |              |  |  |                                   |        |
|  | Wu Peng (CHN)                     | 4,995                             | Wu Peng (CHN)          | 4,77             |                        |              |  |  |                                   |        |
|  |                                   |                                   | Wu Peng (CHN)          | 4,77             |                        |              |  |  |                                   |        |
|  |                                   | Veddriq Leonardo (INA)            | 4,75                   |                  |                        |              |  |  |                                   |        |
|  | Veddriq Leonardo (INA)            | Veddriq Leonardo (INA)            | 4,75                   | 4,88             |                        |              |  |  |                                   |        |
|  | Veddriq Leonardo (INA)            |                                   |                        | 4,88             |                        |              |  |  |                                   |        |
|  | Bassa Mawem (FRA)                 | 5,26                              |                        |                  |                        |              |  |  |                                   |        |
|  | Bassa Mawem (FRA)                 | 5,26                              | Veddriq Leonardo (INA) | 4,78             |                        |              |  |  |                                   |        |
|  |                                   |                                   | Veddriq Leonardo (INA) | 4,78             | Match pour la 3e place |              |  |  |                                   |        |
|  |                                   | Reza Alipour Shenazandifard (IRI) | 4,84                   |                  |                        |              |  |  |                                   |        |
|  | Amir Maimuratov (KAZ)             | Reza Alipour Shenazandifard (IRI) | 4,84                   | 6,14             |                        |              |  |  |                                   |        |
|  | Amir Maimuratov (KAZ)             |                                   |                        | 6,14             |                        |              |  |  |                                   |        |
|  | Reza Alipour Shenazandifard (IRI) | 5,57                              |                        | Sam Watson (USA) | 4,74                   |              |  |  |                                   |        |
|  | Reza Alipour Shenazandifard (IRI) | 5,57                              |                        | Sam Watson (USA) | 4,74                   |              |  |  |                                   |        |
|  |                                   |                                   |                        |                  |                        |              |  |  | Reza Alipour Shenazandifard (IRI) | 4,88   |
|  |                                   |                                   |                        |                  |                        |              |  |  | Reza Alipour Shenazandifard (IRI) | 4,88   |

### Classement final
| Rang                                | Athlète                    | Pays             | Temps (sec.) | Meilleurs temps en compétition | Notes |
| ----------------------------------- | -------------------------- | ---------------- | ------------ | ------------------------------ | ----- |
| Médaille d'or, Jeux olympiques      | Veddriq Leonardo           | Indonésie        | 4 s 75       |                                | PB    |
| Médaille d'argent, Jeux olympiques  | Wu Peng                    | Chine            | 4 s 77       |                                | PB    |
| Médaille de bronze, Jeux olympiques | Sam Watson                 | États-Unis       | 4 s 74       |                                | WR    |
| 4                                   | Reza Alipour Shenazandifar | Iran             | 4 s 88       |                                |       |
| 5                                   | Amir Maimuratov            | Kazakhstan       |              | 4 s 89                         | PB    |
| 6                                   | Matteo Zurloni             | Italie           |              | 4 s 94                         | PB    |
| 7                                   | Bassa Mawem                | France           |              | 5 s 16                         | PB    |
| 8                                   | Julian David               | Nouvelle-Zélande |              | 5 s 20                         | PB    |

## Records
Avant cette compétition, les records dans cette discipline étaient les suivants : 
| Record du monde  | Sam Watson (USA)  | 4 s 79 | Wujiang | 12 avril 2024 |
| Record olympique | Bassa Mawem (FRA) | 5 s 45 | Tokyo   | 3 août 2021   |

Au cours de la compétition, les records suivants sont établis : 
| Record du monde  | Sam Watson (USA) | 4 s 74 | Le Bourget | 8 août 2024 |
| Record olympique | Sam Watson (USA) | 4 s 74 | Le Bourget | 8 août 2024 |